# Carbone filamenteux
Le carbone filamenteux est une structure d'atomes de carbone à base d'allotropes, dont les nanotubes de carbone, les nanofibres de carbone et les microbobines,,. Il se forme à partir de composés carbonés gazeux. Elles contiennent toutes des particules métalliques, fer, cobalt, nickel ou leurs alliages. Les dépôts de carbone filamenteux perturbent également fortement la méthanisation des gaz de synthèse. L'acétylène est impliqué dans des méthodes de production de carbone filamenteux. Les structures du carbone filamenteux sont mésoporeuses et de dimension micrométrique. La plupart des synthèses de ces structures ont lieu à partir de 230 °C.
Le carbone filamenteux a des applications qui comprennent le nettoyage des déversements de pétrole brut et la création de composites solides et légers. Il est partiellement constitué de feuilles de graphite, autre allotrope du carbone, mais ses propriétés thermodynamiques en sont très différentes.

Nanotube de carbone.

## Propriétés
Les structures de carbone filamenteux ont généralement un diamètre compris entre 10 et 500 nanomètres. Elles mesurent généralement 10 000 nanomètres, soit 10 micromètres de long. Elles ont une structure en duplex. L'extérieur des structures résiste à l'oxydation, contrairement le noyau qui s'oxyde plus facilement. Une particule métallique est généralement située à l'extrémité de croissance de la structure, mais peut aussi se trouver au milieu de celle-ci. De plus, plusieurs filaments peuvent parfois se développer à partir d'une particule métallique. Le carbone filamenteux est hélicoïdal, droit ou tordu. Il contient des couches de graphite de forme conique. Les plans de graphite situés près de la zone d'interface entre le carbone et l'atome de nickel dans le filament sont parallèles à celle-ci. Les filaments peuvent également être creux.

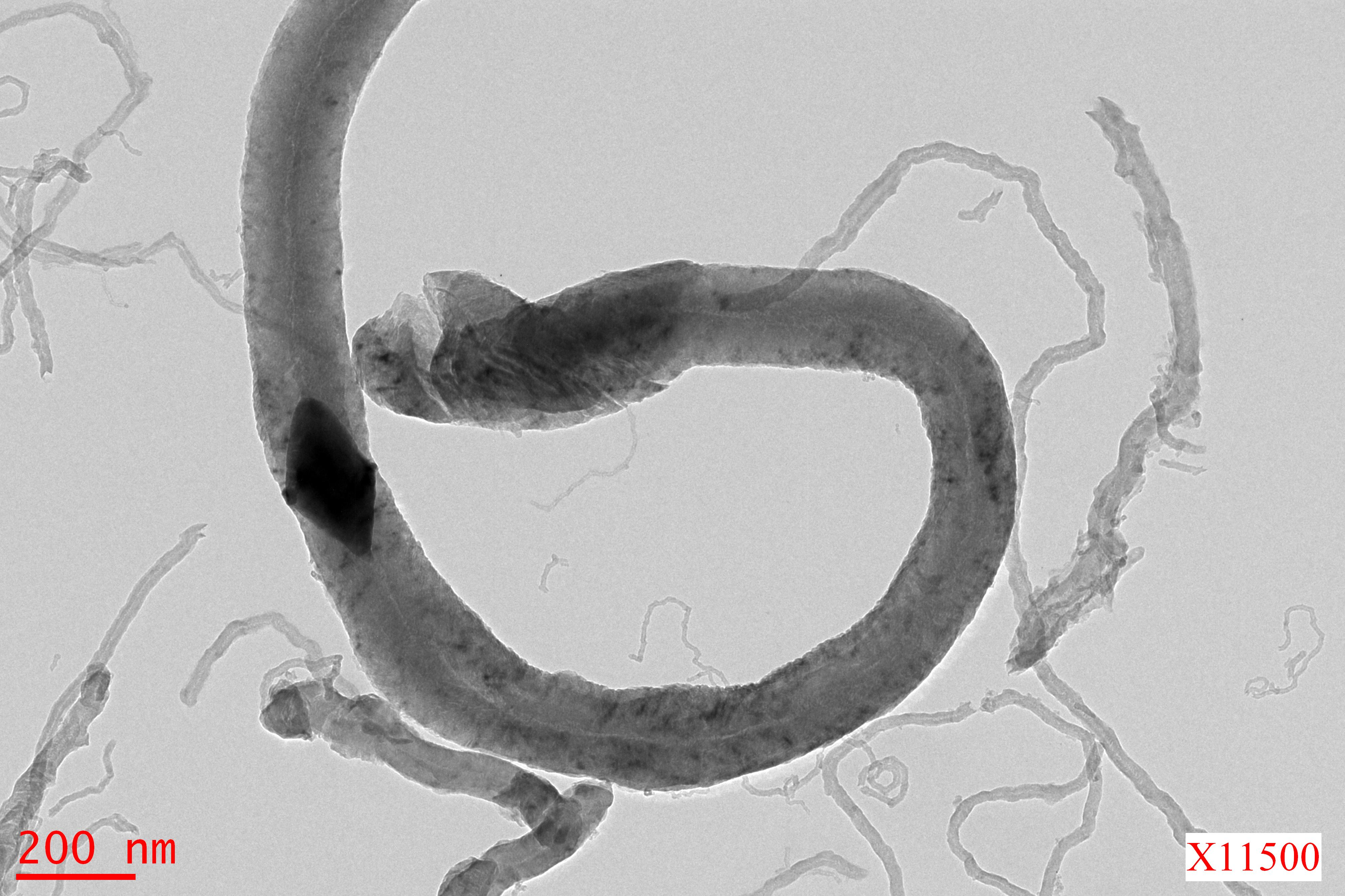
Particule de catalyseur en forme de bi-cône ayant permis la croissance d'une fibre de carbone à structure en arête de poisson (Institut de Science des Matériaux de Mulhouse).

Le carbone filamenteux a des propriétés thermodynamiques différentes de celles du graphite en raison au moins partiellement, du fait que la structure du carbone filamenteux est plus désordonnée que la structure du graphite. D'autres théories sur la différence de propriétés stipulent que la déviation est basée sur la formation d'une phase intermédiaire de carbures. Cette théorie a été proposée par De Bokx et al. et Manning et al. Toutefois, il est peu probable que l'atome métallique central soit du nickel car les carbures se décomposent à 350 °C, et la formation de carbures n'a pas été observée au cours d'une telle réaction.
Une différence entre les solubilités du métal et du carbone filamenteux permet également la diffusion du carbone. Lorsque l'allotrope s'engage dans une réaction de gazéification inférieure à 600 °C, l'énergie d'activation de la réaction est d'environ 178 kilojoules par mole.
Le carbone filamenteux est mésoporeux et possède des propriétés texturales inhabituelles. Il possède également des propriétés paramagnétiques. Il a également un haut niveau de résistance mécanique.
Les particules de nickel localisées dans un filament de carbone se formant dans le méthane et l'hydrogène gazeux entre 490 °C et 590 °C ont tendance à être en forme de poire à l'extrémité supérieure de la plage de température. À des températures plus élevées, la particule métallique se déforme. La longueur de la structure conique des filaments augmente également avec la température. Lorsqu'un catalyseur de cuivre et de silice est exposé au méthane et à l'hydrogène à 927 °C, de longues structures de carbone filamenteuses creuses se forment, et celles-ci contiennent également des gouttes de métal.

### Propriétés biologiques
Lorsque l'enzyme glucoamylase est située sur une surface céramique recouverte de carbone filamenteux, la stabilité de l'enzyme augmente considérablement.

## Occurrence
Le carbone filamenteux se forme généralement sur les métaux, notamment le fer, le cobalt et le nickel. L'hydrogène est également nécessaire pour que le carbone filamenteux se forme. Cependant, ils se forment également sur les alliages de ces métaux. Le fer est un meilleur matériau pour former du carbone filamenteux que le nickel. Pour illustration, en présence de méthanol, à une pression de 7 kilopascals et une température de 500 °C, le carbone filamenteux se développe sur le fer, mais pas sur le nickel. La formation du matériau sur ces métaux se produit généralement à des températures comprises entre 327 °C et 1 027 °C. Il se forme également lorsque le chrome est utilisé comme catalyseur pour décomposer l'acétylène. Le carbone filamenteux est également l'un des 7 allotropes de carbone qui se forment lors de la formation de coke sur les tubes de réacteur et les catalyseurs. L'allotrope a la capacité de détruire les structures de support du catalyseur, bloquant ainsi les réacteurs. Il se forme également lors du reformage de flux, parmi d'autres sortes de structures de carbone.

## Synthèse
Le carbone filamenteux peut également être synthétisé par craquage du méthane. Le produit est ensuite gazéifié par de l'hydrogène. Dans l'expérience à l'origine de cette découverte, une particule de nickel a été utilisée comme particule métallique pour le filament. Le filament précipite sur le « côté support » de la particule de nickel.
Le carbone filamenteux peut également être généré lors de la décomposition de l'acétylène sur des films de palladium et de dioxyde de silicium. Cependant, le carbone filamenteux ne se produit pas sur les films de palladium et de dioxyde de silicium s'ils sont préchauffés à des températures de 597 °C avec de l'hydrogène. En effet, dans ces conditions, le palladium et le dioxyde de silicium se combinent pour former du siliciure de palladium. Le fer et le dioxyde de silicium agissent également ensemble comme catalyseur générant ces structures. Parfois, de la fayalite (silicate de fer) apparait au cours de cette réaction.
Une autre expérience a montré que du carbone filamenteux peut se former lorsque le monoxyde de carbone est dismuté sur l'oxyde de cobalt. Dans l'expérience, un mélange de gaz de cémentation chauffé a été envoyé sur de l'oxyde cobaltosique en poudre. Le carbone filamenteux est le principal dépôt à s'être produit à partir de cette réaction à la température de 600 °C.
Lorsque le chlorobenzène est hydrodéchloré sur du nickel et de la silice, des structures hautement ordonnées de carbone filamenteux apparaissent. En présence de potassium et de brome, cette réaction peut se produire à des températures aussi basses que 280 °C. En effet, le potassium et le brome aident à restructurer les sites actifs, provoquant ainsi une chimisorption destructrice du réactif et également la formation d'un précipité de carbone. L'adjonction d'hydroxyde de potassium au mélange de nickel et de silice dans la réaction modifie peu le rendement de la réaction. Par contre, l'ajout de bromure de potassium en a considérablement augmenté le rendement. D'autres bromures de métaux alcalins facilitent la réaction et la formation de carbone filamenteux. Parmi eux, se trouve le bromure de césium.
Le carbone filamenteux peut également être synthétisé en décomposant le carbure de chrome à la pression de 100 à 200 mégapascals et 350 °C à 800 °C. Il a également été formé avec un catalyseur de phosphate de cobalt et d'aluminium à 2 mégapascals et 220 °C à 240 °C. La présence de ruthénium dans cette réaction diminue le rendement en carbone filamenteux.

## Applications
Le carbone filamenteux est utilisé pour nettoyer les déversements de pétrole. Les filaments de carbone non toxiques se lient au pétrole brut et améliorent le processus de nettoyage. Sous-produits naturels peu coûteux d'un générateur d'hydrogène portable, les nanotubes et les nanofibres opèrent par adsorption sélective, hydrophobie et la catalyse chimique du pétrole brut.
Il est également utilisé dans les matériaux composites légers qui doivent être résistants à des températures élevées.

## Histoire
Le carbone filamenteux est connu depuis au moins 1890, où Paul et Léon Schützenberger l'ont observé en faisant passer du cyanogène sur de la porcelaine chauffée au rouge. Dans les années 1950, on a découvert que les filaments pouvaient être produits par les réactions de gaz tels que les hydrocarbures avec des métaux tels que le fer, le cobalt et le nickel. Les premières micrographies électroniques de versions tubulaires des filaments sont apparues en 1952. Entre les années 1970 et les années 1990, le carbone filamenteux a fait l'objet de nombreuses études. Ces recherches comprenaient des études des propriétés thermodynamiques de la formation de l'allotrope. La plus notable a été menée par Terry Baker dans les années 1970 et concernait la prévention de la croissance du carbone filamenteux à l'intérieur des tuyaux de refroidissement des réacteurs nucléaires.